# Hoplopyga suilla
Hoplopyga suilla är en skalbaggsart som beskrevs av Oliver Erichson Janson 1881. Hoplopyga suilla ingår i släktet Hoplopyga och familjen Cetoniidae. Inga underarter finns listade i Catalogue of Life.